# Un sacré foin !
Un sacré foin ! est le deuxième album de la série de bande dessinée Les Simpson, sorti le 4 juin 2008, par les éditions Jungle. Il contient deux histoires : L’affaire du gilet et Homer est presque maire.

## Résumé des histoires

### L'affaire du gilet
Bart est récompensé pour avoir dénoncé les brutes Nelson, Jimbo, Dolph et Kearney qui ont volé au Kwik-E-Mart. Il se fait offrir un gilet pare-balles tandis que les brutes sont soumises à faire une heure de travaux d’intérêts généraux. Bart se lamentant de son gilet, Nelson et sa bande décidèrent de se venger. Le gilet va donc plus servir que ce qu'imaginait Bart...

### Homer est presque maire
Quimby est à deux doigts de perdre les prochaines élections d'après un sondage. Il demande de l'aide auprès du révérant Jovejoy qui va lui faire gagner de la popularité en échange d'application de mesures de restrictions le dimanche. Homer s'oppose à cette décision et se présente maire. Mais un de ses projets va à l'encontre de ce que défend Lisa...